# Оздоровительная система Ниши
Nishi Shiki (Nishi Health System) -  оздоровительные упражнения, призванные активировать определённые функции организма.  Основана в 1927 году Кацудзо Ниси.  
Поскольку Кацудзо Ниси был также преподавателем айкидо в Айкикай Хомбу Додзё, многие айкидока были введены в систему здравоохранения Ниси, что приводит к включению определённых упражнений, как рыбы упражнения (Kingyo UNDO,金魚運動), в айкидо и путь айкидока стали заботиться о своём здоровье.  
Организация вокруг этой системы называется Nishikai, которая помогла Коити Тохэю начать айкидо на Гавайях, в которой есть члены Nishi-kai на всех его островах       . 
Система оздоровления Ниши частично включена в Генкикай Масатоми Икэдой. 

## Упражнения

### Шесть правил системы оздоровления Ниши[12]
1. Хэйсё (平 床 寝 台)
2. kochin (硬 枕 利用) Когда вы спите, используйте самую жёсткую кровать и твердую полуцилиндрическую подушку.
3. kingyo undō (金魚 運動) Размахивайте бёдрами горизонтально, как рыба, около 1 минуты.
4. mōkan undō (毛 管 運動) Лягте на спину и поднимите руки и ноги. Затем встряхивайте руки и ноги около 1 минуты.
5. gasshō gasseki undō (合掌 合 蹠 運動) Лягте на спину и соедините руки и ноги. Затем сдвиньте руки и ноги горизонтально примерно 10 раз. Когда закончите, отдохните с вытянутыми руками и ногами примерно через 2 минуты.
6. hifuku undō (背 腹 運動) Сядьте в японском стиле и качайте верхней частью тела по центру бедер около 10 минут. Когда вы находитесь в наклонном положении, прокачайте живот. Когда вы находитесь в вертикальном положении, уменьшите живот.

### Четыре основных элемента
1. кожа
2. питание
3. конечности
4. разум

### Пять методов самодиагностики[13]
Это пять упражнений на гибкость, которые обеспечат диагностику внутренних органов (см. ссылку) для подробного описания упражнений. Они покажут, находятся ли следующие органы в хорошем состоянии: 
1. позвоночник и желудок
2. половые органы и седалищный нерв
3. почки
4. печень
5. кишечник и мочевые органы

## Ученики
- Масатоми Икэда

## Книги
- Живите дольше, как система здравоохранения Nishi. Предотвращение болезней Сохраняйте здоровье и лечите болезни от Katsuzō Nishi.
- Ниши Система Инженерии Здоровья Кацузо Ниши. Кессинджер, 1936,  ISBN 0-7661-5156-5
- Ниши Система Инженерии Здоровья: На основе совершенно новой теории кровообращения Кацузо Ниши.
- Живите дольше, как система здравоохранения Nishi. Предотвращение болезней Поддерживайте здоровье и лечите болезни от Katsuzō Nishi. 1997.
- Генки Кай Эрик Граф. Айкидо Икеда-Додзё Ла Шо-де-Фон Архивная копия от 5 августа 2020 на Wayback Machine, Ла Шо-де-Фон, Швейцария, 2003.
- Ниши Кацудзо. Здоровье капилляров. — Санкт-Петербург: Вектор, 2011. — 152 с. — ISBN 978-5-9684-0792-4.
- Ниши Кацудзо. Оздоровление сосудов и крови. — Санкт-Петербург: Вектор, 2009. — 119 с. — ISBN 978-5-9684-1149-5.